# Cut the Crap (The Clash)
Cut the Crap è l'ultimo album dei Clash. Fu pubblicato nel 1985 e seguì il precedente LP del gruppo chiamato Combat Rock (1982); inoltre, fu l'unico album pubblicato dopo l'addio del chitarrista Mick Jones, avvenuto nel 1983.

## Descrizione

### Storia
L'album non fu accolto con entusiasmo dalla critica e fu, anzi, considerato un flop. Oltre all'assenza di Mick Jones, si registra anche quella del batterista Topper Headon (uscito dalla band nel 1982 per problemi di eroina) e quindi della formazione classica dei Clash rimangono soltanto Joe Strummer e Paul Simonon. Le canzoni, però, sono state tutte prodotte dal nuovo insolito duo Bernard Rhodes/Strummer.
Il disco non entrò nelle prime posizioni e registrò poche vendite, ma riuscì ciononostante a battere il disco d'esordio di Mick Jones con il suo nuovo gruppo chiamato Big Audio Dynamite. Joe ha in seguito disconosciuto questo album, pentendosi della decisione di allontanare Jones dal gruppo e lamentando il fatto che Rhodes si fosse voluto sostituire a Jones.
Cut The Crap verrà aggiunto alla discografia dei Clash solo in anni più recenti grazie alla pubblicazione del disco The Essential Clash che vede presente il singolo This Is England, estratto dal disco.
Nel gennaio 2000 l'album fu rimasterizzato e pubblicato nuovamente dalla casa discografica; include una tredicesima canzone, Do It Now, precedentemente apparsa sul lato B di This Is England.

## Tracce
Tutte le canzoni sono state accreditate a Strummer/Rhodes:
1. Dictator – 3:00
2. Dirty Punk – 3:11
3. We Are the Clash – 3:02
4. Are You Red..Y – 3:01
5. Cool Under Heat – 3:21
6. Movers and Shakers – 3:01
7. This Is England – 3:49
8. Three Card Trick – 3:09
9. Play to Win – 3:06
10. Fingerpoppin' – 3:25
11. North and South – 3:32
12. Life Is Wild – 2:39

## Formazione
Il gruppo, all'epoca delle registrazioni dell'album, era composto da Joe Strummer (voce, chitarra elettrica), Paul Simonon (basso, voce), Pete Howard (batteria), Nick Sheppard (chitarra elettrica, cori) e Vince White (chitarra elettrica), ma l'album fu in buona parte registrato da differenti musicisti. In nessuna traccia Paul Simonon suona il basso, che viene suonato da Norman Watt-Roy, le registrazioni effettuate con Pete Howard alla batteria vennero drasticamente modificate e stravolte dall'inserimento di drum machines e l'apporto di Sheppard e White fu estremamente ridotto, restando subalterno alla presenza di tastiere e sintetizzatori.
The Clash
- Joe Strummer — voce solista
- Paul Simonon — cori
- Nick Sheppard — chitarra elettrica, cori; voce solista in North and South (assieme a Joe Strummer)
- Pete Howard — batteria
- Vince White — chitarra elettrica in Do It Now (brano aggiuntivo presente nell'edizione del 2000)

Altri musicisti
- Bernie Rhodes — drum machine, cori
- Norman Watt-Roy — basso
- Hermann Weindorf — tastiere, sintetizzatore
- Mickey Gallagher — tastiere
- Michael Fayne — drum machine; voce in Play to Win

Crediti
- Bernie Rhodes — produttore (accreditato come José Unidos)

## Classifiche
| Classifica (1985/86) | Posizione massima |
| -------------------- | ----------------- |
| Australia            | 69                |
| Canada               | 59                |
| Nuova Zelanda        | 35                |
| Regno Unito          | 16                |
| Stati Uniti          | 88                |
| Svezia               | 30                |